# Intershop
Intershop («Интершо́п») — сеть предприятий розничной торговли в ГДР, в которых товары реализовывались только за свободно конвертируемую валюту и позднее за чеки Forum Außenhandelsgesellschaft m.b.H (форум-чеки). В отличие от фирменных магазинов Exquisit и Delikat марка ГДР в магазинах Intershop в оплату не принималась.

## История
Государственная торговая организация Intershop была учреждена в ГДР 14 декабря 1962 года. Первые передвижные торговые палатки с логотипом Intershop появились в Восточном Берлине на вокзале Фридрихштрассе и реализовывали преимущественно сигареты по ценам гораздо выгоднее западноберлинских. Постепенно ассортимент товаров расширялся, в продаже появились алкогольные напитки. В 1962 году оборот Intershop составил 1 млн немецких марок.
Первоначально организацией торговли в системе Intershop занималась компания Mitropa. В первых появившихся отелях сети Interhotel предоставлялась услуга обслуживания в номерах, для чего продажа товаров по линии Intershop организовывалась на месте в одном из номеров отеля. Позднее магазины Intershop стали открывать на пограничных переходах, на стоянках транзитных автомобильных дорог, связывавших ФРГ с Западным Берлином, на железнодорожных вокзалах, в аэропортах и паромных переправах. В оплату принималась свободно конвертируемая валюта, преимущественно марка ФРГ. В ассортимент магазина Intershop входили продукты питания, спиртные напитки, табачные изделия, одежда, игрушки, украшения, косметика, технические приборы, звуконосители и другие товары. В ГДР эти товары за марки ГДР не продавались, хотя большая часть предлагавшихся в Intershop товаров производилась в стране по лицензии западных компаний. Снабжением магазинов Intershop занималась компания forum Außenhandelsgesellschaft mbH, в штате которой трудилось 900 человек.
До 1974 года гражданам ГДР запрещалось хранить иностранную валюту. Этот запрет был снят указом Совета министров ГДР, и граждане ГДР тем самым получили право приобретать товары в системе Intershop. Легальной возможности обменять марки ГДР на западную валюту у граждан ГДР не было. Официальным источником валютных накоплений у граждан ГДР могли быть только валютные подарки от родственников, проживающих на Западе, или вознаграждение за работу на Западе, частично выплачивавшееся в валюте. Торговые предприятия на транзитных магистралях, так называемые Transitshop, работали как магазины беспошлинной торговли, но исключительно для клиентов из «несоциалистической экономической зоны». Уровень цен в них был ниже, чем в ФРГ и Западном Берлине, и на входе проверялись документы. В 1974 году в ГДР функционировал 271 магазин Intershop, что представляло для властей ГДР идеологическую проблему. Эти магазины рассматривались как временное средство для получения социалистической страной валютных средств.
С 16 апреля 1979 года граждан ГДР в магазинах Intershop стали обслуживать только за чеки, которые следовало приобретать за валюту в Государственном банке ГДР. Иностранцы по-прежнему могли оплачивать свои покупки в валюте. В 1980-е годы сеть Intershop насчитывала уже 380 филиалов и давала миллиардные обороты.
Магазины Intershop находились под неусыпным вниманием Министерства государственной безопасности ГДР. Часто сотрудники МГБ ГДР работали продавцами, в торговых залах использовались камеры наблюдения, поначалу даже проводились паспортные проверки. Фотосъёмка в помещениях магазинов Intershop была запрещена. Магазины Intershop хорошо охранялись, тем не менее зафиксированы неоднократные случаи краж, в том числе с применением оружия. При расследовании этих преступлений было установлено, что нередко в кражах были замечены директора магазинов и персонал, поэтому с середины 1980-х годов заработная плата сотрудников Intershop выплачивалась частично в валюте, а получаемые чаевые подлежали сдаче в кассу.
После объединения Германии раскрученное на территории бывшей ГДР название Intershop в 1992 году взяла немецкая компания — производитель программного обеспечения Intershop Communications со штаб-квартирой в йенской высотке. Сама высотка Jentower некоторое время называлась Intershop Tower, на ней был установлен логотип компании.
В странах СЭВ существовали подобные сети магазинов: Tuzex — в ЧССР, Pewex и Baltona — в ПНР, «Кореком» — в НРБ, «Берёзка» — в СССР, Dollar store — на Кубе, Comturist — в СРР.